# Dynvägstekel
Dynvägstekel (Arachnospila consobrina) är en stekelart som först beskrevs av Anders Gustav Dahlbom 1843.  Dynvägstekel ingår i släktet Arachnospila, och familjen vägsteklar. Enligt den finländska rödlistan är arten starkt hotad i Finland. Enligt den svenska rödlistan är arten nära hotad i Sverige. Arten förekommer i Götaland, Gotland och Övre Norrland. Artens livsmiljö är sandstränder vid Östersjön.